# Лејк Ворт (Тексас)
Лејк Ворт (енгл. Lake Worth) град је у америчкој савезној држави Тексас. По попису становништва из 2010. у њему је живело 4.584 становника.

## Демографија
Према попису становништва из 2010. у граду је живело 4.584 становника, што је 34 (0,7%) становника мање него 2000. године.
| Група             | 2000.         | 2010.         |
| Белци             | 3.740 (81,0%) | 3.181 (69,4%) |
| Афроамериканци    | 40 (0,9%)     | 68 (1,5%)     |
| Азијати           | 44 (1,0%)     | 34 (0,7%)     |
| Хиспаноамериканци | 670 (14,5%)   | 1.192 (26,0%) |
| Укупно            | 4.618         | 4.584         |